# Primera División Uruguaya 1915
Il campionato era composto da dieci squadre e il Nacional vinse il titolo.

## Classifica finale
| Pos. | Squadra              | G  | V  | N | P  | GF | GS | Punti |
| ---- | -------------------- | -- | -- | - | -- | -- | -- | ----- |
| 1    | Nacional             | 18 | 13 | 3 | 2  | 33 | 9  | 29    |
| 2    | Peñarol              | 18 | 12 | 3 | 3  | 37 | 8  | 27    |
| 3    | Universal            | 18 | 10 | 3 | 5  | 29 | 25 | 23    |
| 4    | Defensor             | 18 | 9  | 2 | 7  | 16 | 20 | 20    |
| 5    | Montevideo Wanderers | 18 | 9  | 1 | 8  | 19 | 23 | 19    |
| 6    | River Plate          | 18 | 7  | 3 | 8  | 18 | 15 | 17    |
| 7    | Central              | 18 | 7  | 1 | 10 | 15 | 19 | 15    |
| 8    | Reformers            | 18 | 5  | 3 | 10 | 10 | 20 | 13    |
| 9    | Bristol              | 18 | 5  | 1 | 12 | 9  | 27 | 11    |
| 10   | Independencia        | 18 | 2  | 2 | 14 | 9  | 29 | 6     |

G = Partite giocate; V = Vittorie; N = Nulle/Pareggi; P = Perse; GF = Goal fatti; GS = Goal subiti; 